# Лізбен (Північна Дакота)
Лізбен (англ. Lisbon) — місто (англ. city) в США, в окрузі Ренсом штату Північна Дакота. Населення — 2204 особи (2020).

## Географія
Лізбен розташований за координатами 46°26′17″ пн. ш. 97°41′4″ зх. д. / 46.43806° пн. ш. 97.68444° зх. д. (46.438037, -97.684407).  За даними Бюро перепису населення США в 2010 році місто мало площу 5,82 км², з яких 5,82 км² — суходіл та 0,00 км² — водойми.

### Клімат
| Клімат : Лізбен       | Клімат : Лізбен | Клімат : Лізбен | Клімат : Лізбен | Клімат : Лізбен | Клімат : Лізбен | Клімат : Лізбен | Клімат : Лізбен | Клімат : Лізбен | Клімат : Лізбен | Клімат : Лізбен | Клімат : Лізбен | Клімат : Лізбен | Клімат : Лізбен |
| Показник              | Січ.            | Лют.            | Бер.            | Квіт.           | Трав.           | Черв.           | Лип.            | Серп.           | Вер.            | Жовт.           | Лист.           | Груд.           | Рік             |
| Середній максимум, °C | −6,6            | −3,6            | 3,0             | 13,2            | 20,6            | 25,5            | 28,5            | 27,9            | 22,1            | 14,2            | 3,3             | −4,1            | 12,0            |
| Середній мінімум, °C  | −17,5           | −14,6           | −7,7            | −0,5            | 6,4             | 11,8            | 14,7            | 13,3            | 7,6             | 0,8             | −7,2            | −14,1           | −0,6            |
| Норма опадів, мм      | 15              | 12              | 27              | 37              | 72              | 84              | 76              | 53              | 60              | 52              | 20              | 13              | 519             |
| --------------------- | --------------- | --------------- | --------------- | --------------- | --------------- | --------------- | --------------- | --------------- | --------------- | --------------- | --------------- | --------------- | --------------- |
| Джерело: NOAA         |                 |                 |                 |                 |                 |                 |                 |                 |                 |                 |                 |                 |                 |

## Демографія
Згідно з переписом 2010 року, у місті мешкали 2154 особи в 966 домогосподарствах у складі 531 родини. Густота населення становила 370 осіб/км².  Було 1090 помешкань (187/км²).
Расовий склад населення:
| - 97,0 % — білих - 0,6 % — азіатів - 0,5 % — корінних американців - 0,5 % — чорних або афроамериканців - 0,1 % — вихідців з тихоокеанських островів |

До двох чи більше рас належало 1,1 %. Частка іспаномовних становила 1,3 % від усіх жителів.
За віковим діапазоном населення розподілялося таким чином: 21,9 % — особи молодші 18 років, 54,8 % — особи у віці 18—64 років, 23,3 % — особи у віці 65 років та старші. Медіана віку мешканця становила 46,4 року. На 100 осіб жіночої статі у місті припадало 101,1 чоловіків;  на 100 жінок у віці від 18 років та старших — 94,6 чоловіків також старших 18 років.
Середній дохід на одне домашнє господарство  становив 67 688 доларів США (медіана — 55 320), а середній дохід на одну сім'ю — 89 530 доларів (медіана — 71 944). За межею бідності перебувало 8,4 % осіб, у тому числі 2,0 % дітей у віці до 18 років та 21,9 % осіб у віці 65 років та старших.
Цивільне працевлаштоване населення становило 1120 осіб. Основні галузі зайнятості: виробництво — 29,5 %, освіта, охорона здоров'я та соціальна допомога — 28,2 %, роздрібна торгівля — 9,6 %, мистецтво, розваги та відпочинок — 5,9 %.